# 2008年9月逝世人物列表
2008年逝世人物列表：1月 - 2月 - 3月 - 4月 - 5月 - 6月 - 7月 - 8月 - 9月 - 10月 - 11月 - 12月
2008年9月逝世人物列表，是用于汇总2008年9月期间逝世人物的列表。

## 依日期排序

### 1日
- 陳秉聰，87歲，中國農機專家和農業工程教育家，中國工程院院士，前全國人大代表及吉林省政協副主席。吉林大學
- 唐·拉芳田（Don LaFontaine），68歲，美國電影預告片配音員。yam天空

### 2日
- 比爾·梅蘭德茲（Bill Meléndez），91歲，墨西哥裔美國動畫師，曾將史努比畫成電視卡通。大洋網
- 丹尼士·盧奇爵士（Sir Denis Rooke），84歲，英國工業家。每日電訊報（页面存档备份，存于）

### 5日
- 白魯恂（Lucian Pye），86歲，美國漢學家。聯合報（页面存档备份，存于）
- 土登晉美諾布（Thubten Jigme Norbu），86歲，西藏高僧，塔澤仁波切，第十四世達賴喇嘛的長兄。BBC中文網（页面存档备份，存于）
- 趙寧，66歲，台灣作家，曾任國立臺灣師範大學教授、佛光大學校長、德霖技術學院校長。中時電子報[永久]

### 6日
- 安妮塔·佩姬（Anita Page），98歲，美國知名默片女演員。國際在線（页面存档备份，存于）

### 7日
- 烏鉞，93歲，中華民國(台灣)空軍二級上將，曾任空軍總司令，國防部副參謀總長兼執行官，中華航空首任總經理，董事長。聯合新聞網（页面存档备份，存于）

### 9日
- 諾哈·馮沙萬（Nouhak Phoumsavanh），94歲，老撾前國家主席。新華網
- 漆德衛（David Chipp），81歲，路透社資深記者，首位派駐中華人民共和國的西方記者。新華網
- 野田凪（野田 凪），35歲，日本知名廣告、MV導演。Yesky

### 10日
- 巫永福，95歲，台灣作家。聯合報（页面存档备份，存于）

### 14日
- 穆鐵柱，59歲，中國籃球運動員。新華社（页面存档备份，存于）

### 15日
- 基多瓦（Georgi Kitov），65歲，保加利亞考古學家。法新社
- 李察·賴特（Richard Wright），65歲，英國搖滾團體平克佛洛伊德（Pink Floyd）創團團員兼鍵盤手。聯合報（页面存档备份，存于）
- 王永興，95歲，中國歷史學家。東方早報[]

### 16日
- 漢彌爾頓公爵夫人（Duchess of Hamilton），92歲，英國女貴族及慈善家。泰晤士報（页面存档备份，存于）

### 19日
- 市川準，59歲，日本電影導演。Variety（页面存档备份，存于）

### 20日
- 伊沃·日賈雷克（Ivo Žďárek），48歲，捷克駐巴基斯坦大使，於汽車炸彈爆炸案中身亡。新華網（页面存档备份，存于）

### 21日
- 丁吉利·班達·維傑通加（Dingiri Banda Wijetunga），86歲，斯里蘭卡總理（1989年－1993年）及總統（1993年－1994年）。可倫坡報
- 布萊恩·皮帕爾德爵士（Sir Brian Pippard），88歲，英國物理學家，劍橋大學卡文狄希物理教授（1971年－1984年）。每日電訊報（页面存档备份，存于）

### 22日
- 伍澤元，63歲，中華民國（台灣）通緝犯，曾任中華民國立法委員，屏東縣縣長，死於糖尿病併發症。中時電子報

### 24日
- 彼得·德勒姆爵士（Sir Peter Derham），83歲，澳洲商人及慈善家。THE AGE（页面存档备份，存于）

### 26日
- 林世榮，53歲，香港商人，恆豐金業及金至尊主席。蘋果日報
- 保羅·紐曼（Paul Newman），83歲，美國演員，1986年憑電影《金錢本色》奪得奧斯卡最佳男主角獎，同年獲奧斯卡終身成就獎。BBC（页面存档备份，存于）

### 27日
- 韓光，96歲，中國共產黨中央紀律檢查委員會原常務書記。

### 29日
- 方平，88歲，中國翻譯家、資深莎士比亞研究學者。東方早報

### 30日
- 惹耶勒南（Joshua Benjamin Jeyaretnam），82歲，新加坡獨立後第一位競選獲勝，進入國會的反對黨議員，曾任新加坡「工人黨」秘書長，死於心臟衰竭。中時電子報BBC中文網（页面存档备份，存于）